# Ces sacrées vacances
Pour plus de détails, voir Fiche technique et Distribution.
Ces sacrées vacances est un film français de Robert Vernay réalisé en 1955 et sorti en 1956 au cinéma.

## Synopsis
Papa, maman et leurs deux enfants quittent l'atelier parisien du céramiste d'art afin de partir hors du centre-ville.
Le film évoque les disputes entre voisins, la conduite routière agressive, le mythe de l'automobile, le retour à la nature, la vie provinciale, le paysage français, les joies du camping, les camps de vacances, l'amour conjugal, la bonhommie des gendarmes, les accents locaux, les locations saisonnières :
vingt ans après les congés payés et dix ans après la libération, un panorama optimiste du début des trente glorieuses, un film de rêve pour le cinéma de la fin de semaine.
Un joyeux portrait estival.

## Fiche technique
- Réalisation : Robert Vernay
- Scénario : Solange Térac et Robert Vernay, d'après le roman d'Anne Drouet
- Musique : Francis Lopez
- Image : Pierre Dolley
- Montage : Marthe Poncin
- Décors : Claude Bouxin (création décors et décoration plateau)
- Direction de production : Gérard Beytout
- Producteurs : Albert Bauer et René Pignières
- Assistants réalisateurs : Yannick Andréi et Pierre Gautherin
- Technicien du son : Jacques Gallois
- Opérateur caméra : Roger Duculot
- Script-girl : Claude Vériat
- Distributeur : Globe Omnium Films
- Genre : Comédie
- Durée : 102 minutes
- Tourné en Monophonique et en noir et blanc
- Première présentation le 30 mai 1956
- Affiche : Constantin Belinsky (France)

## Distribution
- Sophie Desmarets : Claudine Pinson
- Pierre Destailles : Georges Pinson
- Cesare Danova : Ralph Carigan
- Danielle Godet : Gina Carigan
- Yves-Marie Maurin : Gilles Pinson
- Catherine Agier : Claire Pinson
- Paulette Dubost : Mme Fouleur
- Jean Tissier : le transporteur "garagiste"
- Henri Génès : le brigadier
- Marguerite Pierry : la vieille dame au camping
- Pauline Carton : la propriétaire
- Jean Carmet : le second inspecteur
- Lucien Baroux : le pêcheur
- Robert Vattier : l'inspecteur Ferracci
- Jess Hahn : Richard Brown, l'américain
- Darry Cowl : un voisin
- Jacques Marin : l'automobiliste
- Roland Armontel : le campeur "à friction"
- Julien Carette : le deuxième campeur "à friction"
- Noël Darzal
- Jim Gérald
- Suzanne Grey
- Lucien Hubert
- Emma Lyonel
- André Pollack
- Fernand Rauzena
- Marcelle Rexiane
- Jimmy Urbain